# Thomas Dutronc
Pour les articles homonymes, voir Dutronc.
Thomas Dutronc, né le 16 juin 1973 à Paris, est un musicien et chanteur français. Occasionnellement, il est aussi comédien.

## Biographie
Thomas Dutronc est le fils de Jacques Dutronc et Françoise Hardy, également chanteurs.
Thomas a un goût précoce pour le chant et la guitare depuis son enfance comme le confie sa mère en 1977 : « il est très attiré par la musique et par la peinture. Il chante souvent et beaucoup mais en improvisant et rien ne me fait plus rire que de voir ce petit bonhomme qui pousse la chansonnette en s'accompagnant d'une guitare ».
Il fréquente le collège Sévigné dans le quartier du Val-de-Grâce du 5e arrondissement de Paris. Après son bac C mention « assez bien » à dix-sept ans au lycée Sévigné, il obtient un DEUG d'arts plastiques, option cinéma, à cette occasion, il rencontre David Chiron et Arnaud Garoux.
Passionné d'abord par la photographie, il découvre ensuite la musique de Django Reinhardt qui lui donne envie d'apprendre à jouer de la guitare à dix-huit ans. Après avoir fait ses gammes auprès des meilleurs musiciens de jazz manouche en plein cœur du marché aux puces de Saint-Ouen, il se lance assez rapidement dans la carrière de musicien.

## Carrière

### Début
Thomas Dutronc collabore, en 1995, à l'album Brèves Rencontres de son père Jacques Dutronc.
Parallèlement, il fait deux expériences cinématographiques comme comédien dans le deuxième film de Valérie Lemercier Le Derrière, en 1999, et dans celui d’Alain Soral, Confession d'un dragueur, en 2001.
Il écrit Mademoiselle pour Henri Salvador et entre dans le groupe Gipsy Project de Biréli Lagrène durant une année. En 2002, il crée l’A.J.T. Guitar Trio avec Antoine Tatich et Jérôme Ciosi, venus de Corse.
En 2003, il participe avec -M- (Matthieu Chedid) à la musique du film Toutes les filles sont folles de Pascale Pouzadoux : il écrit avec Arnaud Garoux les paroles de la chanson du générique de fin, Rocking Chair, interprétée par Norman Langolff et David Concato (Normangaby). Il y interprète aussi un solo de guitare. La même année, il participe à la musique du dessin animé Les Triplettes de Belleville de Sylvain Chomet. Il réitère en 2005 pour signer la musique du film Les Enfants de Christian Vincent.
Il compose aussi pour le chanteur Jacno et participe, en tant qu’arrangeur et réalisateur, aux albums de sa mère, Françoise Hardy : co-réalisation et accompagnement à la guitare sur quelques titres des albums Clair-obscur (2000), Tant de belles choses (2004) et Parenthèses (2006).
Il se produit comme guitariste dans divers clubs de jazz, comme le Sunset-Sunside et le New Morning à Paris, et participe à Jazz in Marciac, en été 2005. Ces dernières années, il tourne à travers toute la France avec son quintet, Thomas Dutronc et les esprits manouches, avec Jérôme Ciosi, David Chiron, Bertrand Papy et Stéphane Chandelier, pour présenter un spectacle musical mis en scène par Matthieu Chédid et Cyril Houplain.

### Comme un manouche sans guitare(2007)
Le 30 octobre 2007, il sort l’album Comme un manouche sans guitare où il se révèle comme chanteur tout en restant fidèle au style musical qu’il affectionne. Deux mois après sa sortie, l'album est certifié disque d'or par le Syndicat national de l'édition phonographique. 400 000 exemplaires sont vendus. En 2024, l'album a dépassé 1 000 000 de ventes. Le 8 mars 2008, Thomas Dutronc est nommé aux 23e Victoires de la musique dans les catégories artiste révélation du public et album de l'année. Il fait son premier passage à l’Olympia de Paris du 19 au 21 novembre. En 2009, Comme un manouche sans guitare remporte la Victoire de la chanson originale lors de la 24e cérémonie des Victoires de la musique, le 28 février.
Depuis 2009, il se joint aux Enfoirés, sauf en 2012, 2015, 2018, 2021, 2022, 2023, 2024 et 2025.

### Années 2010

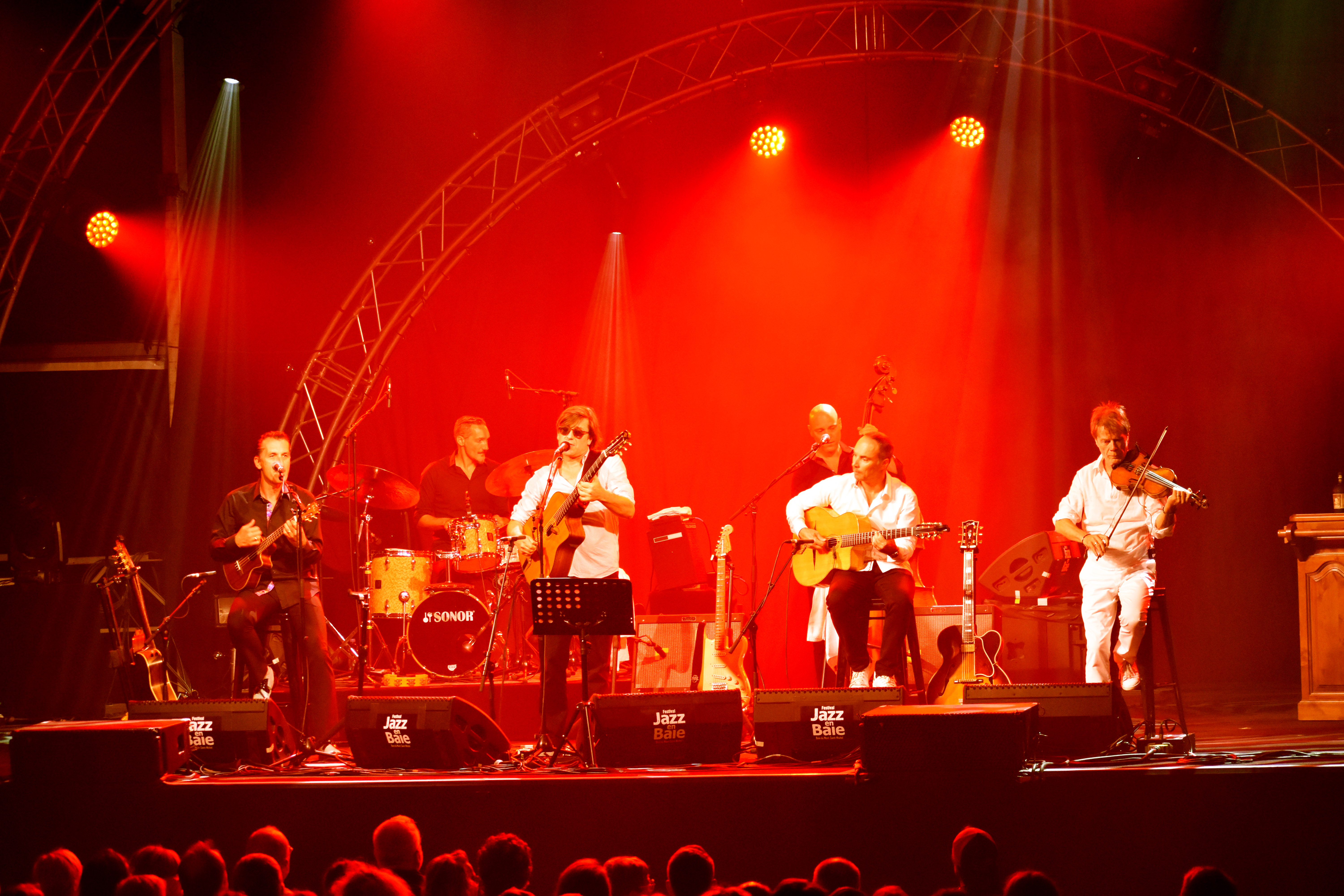
Thomas Dutronc au festival Jazz en Baie le 2 août 2019.

En 2010, il participe au nouvel album d'I Muvrini, en chantant aux côtés du groupe dans la chanson Bonafurtuna.
En 2011, paraît son deuxième album Silence on tourne, on tourne en rond.
En 2014, pour la Fondation Abbé-Pierre, il interprète le titre Le Chemin de Pierre, aux côtés de Nolwenn Leroy, Rose, Tété, Zaz, Mike Ibrahim, etc.
En 2015, il sort son troisième album, Éternels, jusqu'à demain.
En 2018, il sort l'album live Live is Love, enregistré lors d'une tournée avec son groupe Les Esprits manouches, nouvelle formation avec Jérôme Ciosi, David Chiron, Rocky Gresset, Pierre Blanchard et Aurore Voilqué. L'album sort sur le label de jazz Blue Note.

### Années 2020
En 2020, il sort Frenchy, un album composé de reprises de chansons françaises, enregistré avec la collaboration de divers artistes et musiciens américains de renom, dont la légende vivante du punk Iggy Pop reconverti au jazz acoustique.
Le 20 mars 2023, il est à l'affiche du concert annuel 2 Générations chantent pour la 3ème à l'Olympia de Paris, réalisé par la fondation « Recherche Alzheimer » au profit de la recherche sur la maladie d'Alzheimer.

## Discographie

### Albums studio
- 2007 : Comme un manouche sans guitare (425 000 exemplaires vendus. 2x Disque de platine)
- 2011 : Silence on tourne, on tourne en rond (185 000 exemplaires vendus. Disque de platine)
- 2015 : Éternels, jusqu'à demain (55 000 exemplaires vendus. Disque d'Or)
- 2020 : Frenchy (100 000 exemplaires vendus. Disque de platine)
- 2022 : Dutronc & Dutronc (50 000 exemplaires vendus. Disque d'or)
- 2024 : Il n'est jamais trop tard

### Albums live
- 2009 : Comme un manouche sans guitare : Le Live
- 2018 : Live is Love (avec Les Esprits Manouches)
- 2023 : Dutronc & Dutronc - La tournée générale !

### Musiques de film
- 2003 : Toutes les filles sont folles de Pascale Pouzadoux (Prix de la meilleure bande originale au Festival du film de Paris)
- 2003 : Les Triplettes de Belleville de Sylvain Chomet
- 2005 : Les Enfants de Christian Vincent
- 2010 : Les Aventures extraordinaires d'Adèle Blanc-Sec de Luc Besson
- 2018 : Amoureux de ma femme de Daniel Auteuil
- 2020 : Belle Fille de Méliane Marcaggi

### Participations (horsEnfoirés)
- 1996 : Ombre de Romane

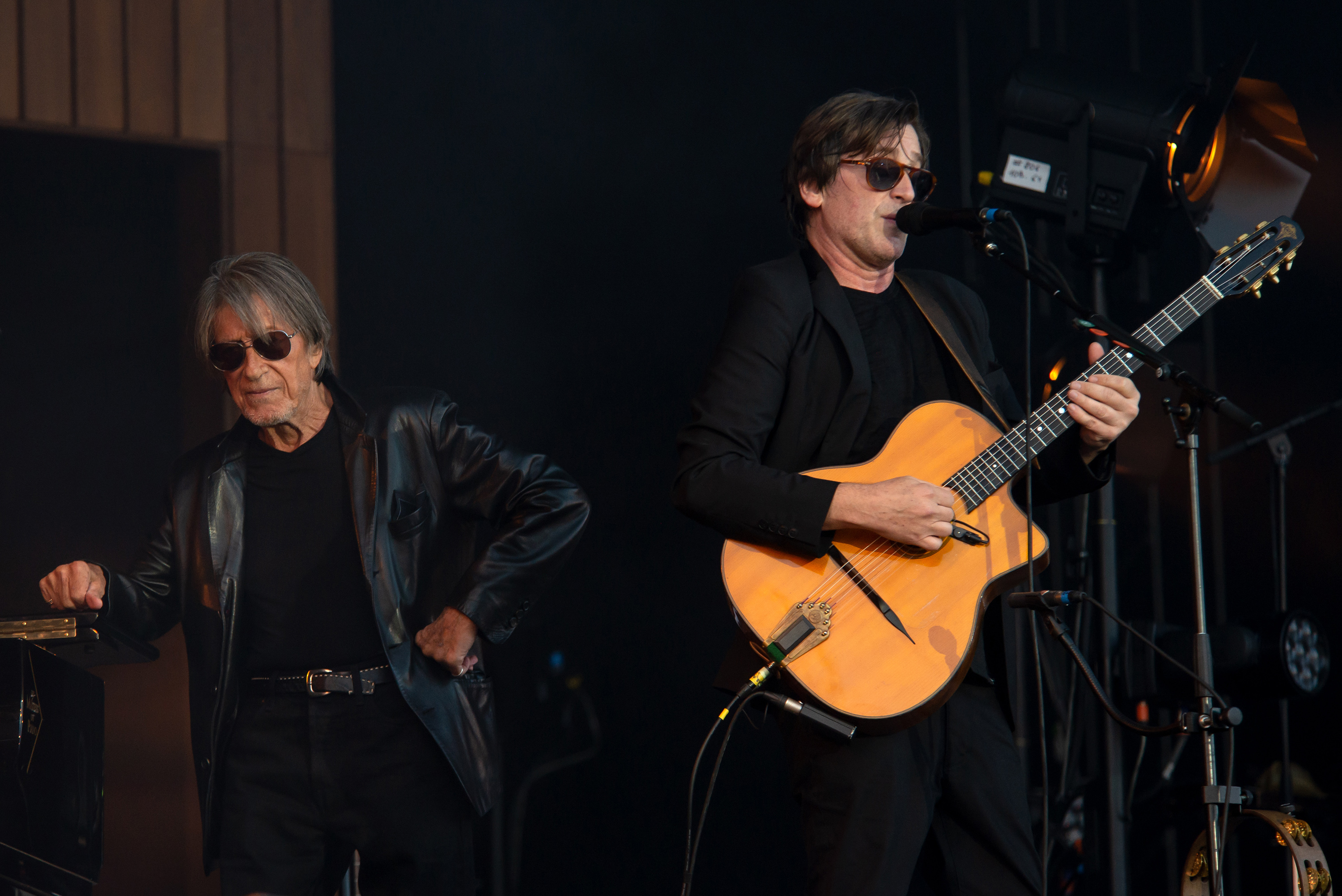
Thomas et Jacques Dutronc aux Papillons de Nuit 2022.

- 1998 : Samois-sur-Seine de Romane (I’ll See You in My Dreams)
- 2000 : Alors voilà de Tchavolo Schmitt (Esprit)
- 2002 : Gipsy Project & Friends de Biréli Lagrène
- 2002 : La Femme trombone des Rita Mitsouko (Évasion et J'applaudis)
- 2003 : Studio de Julien Clerc (sur Jour de brouillard)
- 2007 : Jazz Manouche, vol. 3 (Veish A No Drom)
- 2008 : Le Bal des gens bien de Salvatore Adamo (en duo, Au café du temps perdu)
- 2008 : Sol en Si: Concert des Grands Gamins au Zénith (trio avec Zazie et Maxime Le Forestier sur On n'est pas là pour se faire engueuler)
- 2010 : Dr Tom ou la Liberté en Cavale  (titre collectif La liberté en cavale, en solo Village-Joie, en duo avec Vanessa Paradis Smiley)
- 2010 : Gioia de I Muvrini (en duo Bonafortuna)
- 2010 : Jacno Future, hommage à Jacno (Je ne suis pas toujours de mon avis)
- 2010 : Seul, seul, seul (fin de L'amour, c'est mieux à deux)
- 2011 : Ma dernière séance, album live d'Eddy Mitchell (en duo, Le blues du blanc)
- 2011 : Aznavour toujours (en duo avec Charles Aznavour, Elle)
- 2013 : We Love Disney (Tout le monde veut devenir un cat)
- 2013 : Le Soldat Rose 2 (Le blues du rose et Ami à jamais)
- 2014 : We Love Disney 2 (Zorro)
- 2014 : Paris, album de Zaz (La Romance de Paris, en duo)
- 2014 : La Bande à Renaud volume 2 (duo avec Nikki Yanofsky sur Manhattan-Kaboul)
- 2014 : Kiss & Love (Sidaction) (duo avec Eddy Mitchell sur Ma petite entreprise)
- 2015 : Joyeux Anniversaire M'sieur Dutronc (À toute berzingue, reprise)
- 2015 : Michel Legrand et ses amis (Alcatraz)
- 2016 : Camille & Julie Berthollet (à la guitare sur Les Yeux noirs)
- 2017 : Imparfaite de Jil Caplan (en duo sur Amour Caravelle)
- 2017 : Henri a 100 ans (reprise de Le loup, la biche et le chevalier (Une chanson douce) d'Henri Salvador)
- 2017 : On a tous quelque chose de Johnny (reprise de Gabrielle)
- 2017 : Dalida by Ibrahim Maalouf (reprise de Les gitans avec Ibrahim Maalouf)
- 2018 : Michel Korb chante Francis Lemarque (reprise de Le petit cordonnier)
- 2019 : Les Vieilles Canailles, album live des concerts de 2017, guitare sur Et moi et moi et moi
- 2019 : Ces gens-là, hommage à Jacques Brel (reprise de Vesoul)
- 2020 : De Béart à Béart(s), hommage à Guy Béart (reprise de Qu'on est bien, en duo avec Emmanuelle Béart)
- 2020 : The totale of La Bande à Renaud (duo avec Nikki Yanofsky sur Manhattan-Kaboul)
- 2022 : Corsu - Mezu Mezu 2, Dimmi perche en duo avec Diana Saliceti

### En trio
- 2005 : A.J.T. Guitar Trio, disque auto-produit avec Antoine Tatich et Jérôme Ciosi

## Filmographie

### Cinéma
- 1999 : Le Derrière de Valérie Lemercier : Julien, fils de Christina
- 2001 : Confession d'un dragueur d'Alain Soral : Paul
- 2012 : Hénaut Président de Michel Muller : lui-même
- 2020 : Belle Fille de Méliane Marcaggi : Florent

### Télévision

#### Téléfilms
- 2008 : Les Grands Gamins de Gilbert Namiand : lui-même

### Clips
- 2012 : apparition dans le clip de Mojo[6] de M
- 2020 : apparitions dans le clip de C'est si bon avec Iggy Pop et Diana Krall, de La Vie en rose avec Billy Gibbons, de Plus je t'embrasse, de Playground Love avec Youn Sun Nah et de The Good Life (La Belle Vie) avec Jeff Goldblum

## Vidéographie
- 2004 : Biréli Lagrène & Friends - Live Jazz à Vienne (enregistrement effectué lors de La Nuit Manouche du festival, Jazz à Vienne en 2002)
- 2009 : Comme un manouche sans guitare - Le film musical (filmé en Corse et au Bataclan, à Paris, lors des concerts donnés)

## Formation musicale sur scène
- Thomas Dutronc : chant, guitare
- Jérôme Ciosi : guitare, basse, chœurs
- Fred Jaillard : guitare, claviers
- Aurore Voilqué : violon
- Pierre Blanchard : violon, chœurs
- Bertrand Papy : guitare, basse, chant et chœurs
- Stéphane Chandelier : batterie et chœurs
- David Chiron : guitare, contrebasse, chœurs
- Rocky Gresset : guitare

## Distinctions
- 2008 : Globe de Cristal du Meilleur interprète masculin lors de la 3e cérémonie des Globes de Cristal Paris Première au Lido de Paris, le 11 février[7].
- 2008 : Grand Prix de l’Union nationale des auteurs et compositeurs (UNAC), pour la chanson : J'aime plus Paris[8]
- 2008 : Prix Raoul-Breton[9]
- 2009 : Trophée de la « Chanson originale », attribué à Comme un manouche sans guitare aux 24e Victoires de la musique, le 28 février.
- 2010 :  Chevalier de l'ordre des Arts et des Lettres [10]